# Дорино (Тверская область)
Дорино — деревня в Конаковском районе Тверской области. Входит в состав Козловского сельского поселения.

## География
Находится в юго-восточной части Тверской области на расстоянии приблизительно 42 км на юго-запад по прямой от районного центра города Конаково.

## История
Известна с 1678 года. В 1859 году здесь (деревня Клинского уезда Московской губернии) было учтено 17 дворов.

## Население
Численность населения: 177 человек (1859 год), 34 (русские 100 %) в 2002 году, 31 в 2010.